# Scared of Heights (canção de Hera Björk)
"Scared of Heights" é uma canção da cantora islandesa Hera Björk que irá representar a Islândia no Festival Eurovisão da Canção 2024, após vencer a final nacional Eesti Laul 2024.

A canção atuou na 1ª semifinal, mas não foi apurada para a final.